# Heliconia mantenensis
Heliconia mantenensis là một loài thực vật có hoa trong họ Heliconiaceae. Loài này được B.R.Silva, Senna V. & Emygdio mô tả khoa học đầu tiên năm 2003.